# Niederneunforn
Niederneunforn è una frazione del comune svizzero di Neunforn, nel Canton Turgovia (distretto di Frauenfeld).

## Storia

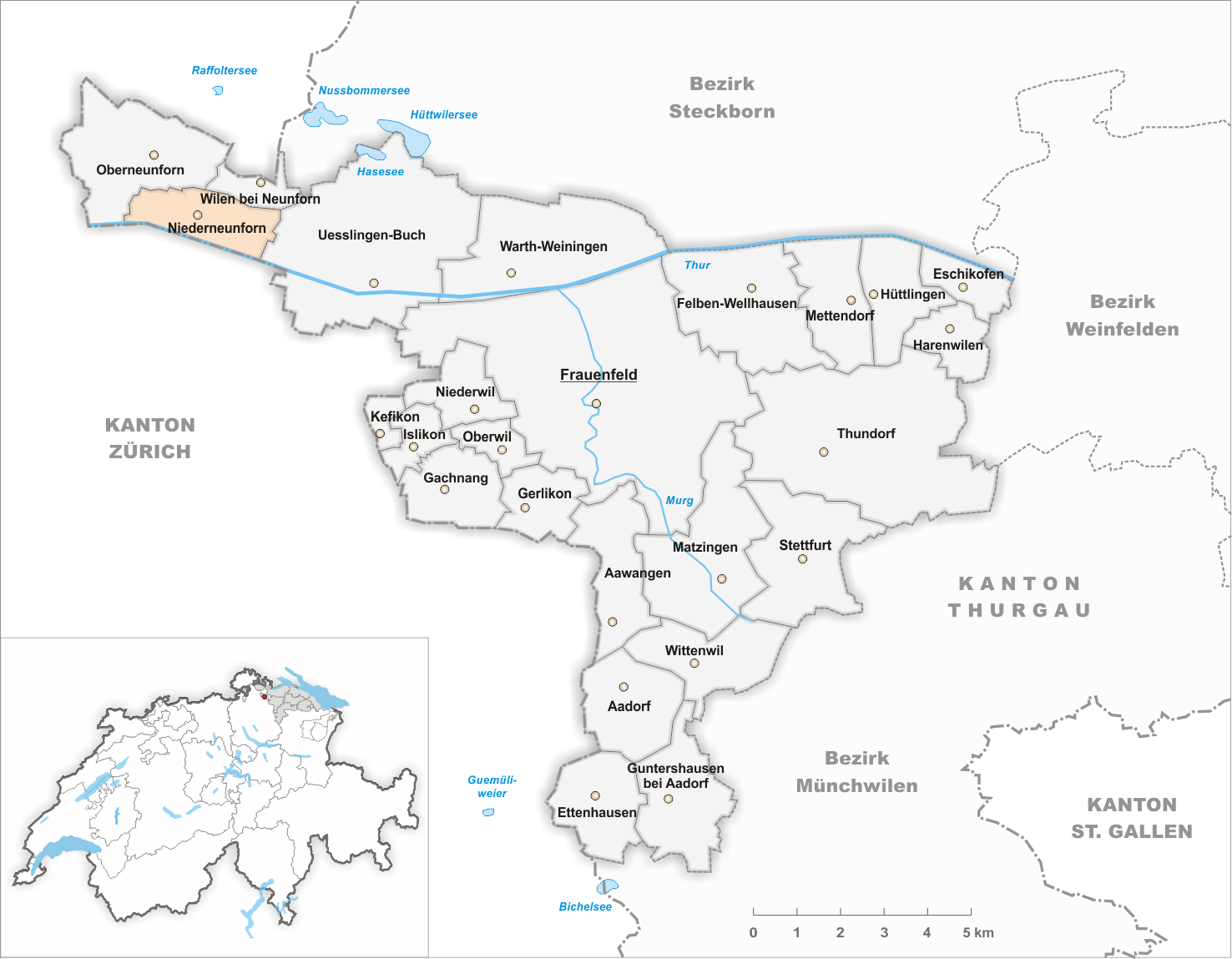
Il territorio del comune di Niederneunforn prima degli accorpamenti comunali del 1996

Già comune autonomo (Ortsgemeinde), nel 1996 è stato aggregato agli altri comuni soppressi di Oberneunforn e Wilen bei Neunforn per formare il nuovo comune di Neunforn.

## Monumenti e luoghi di interesse

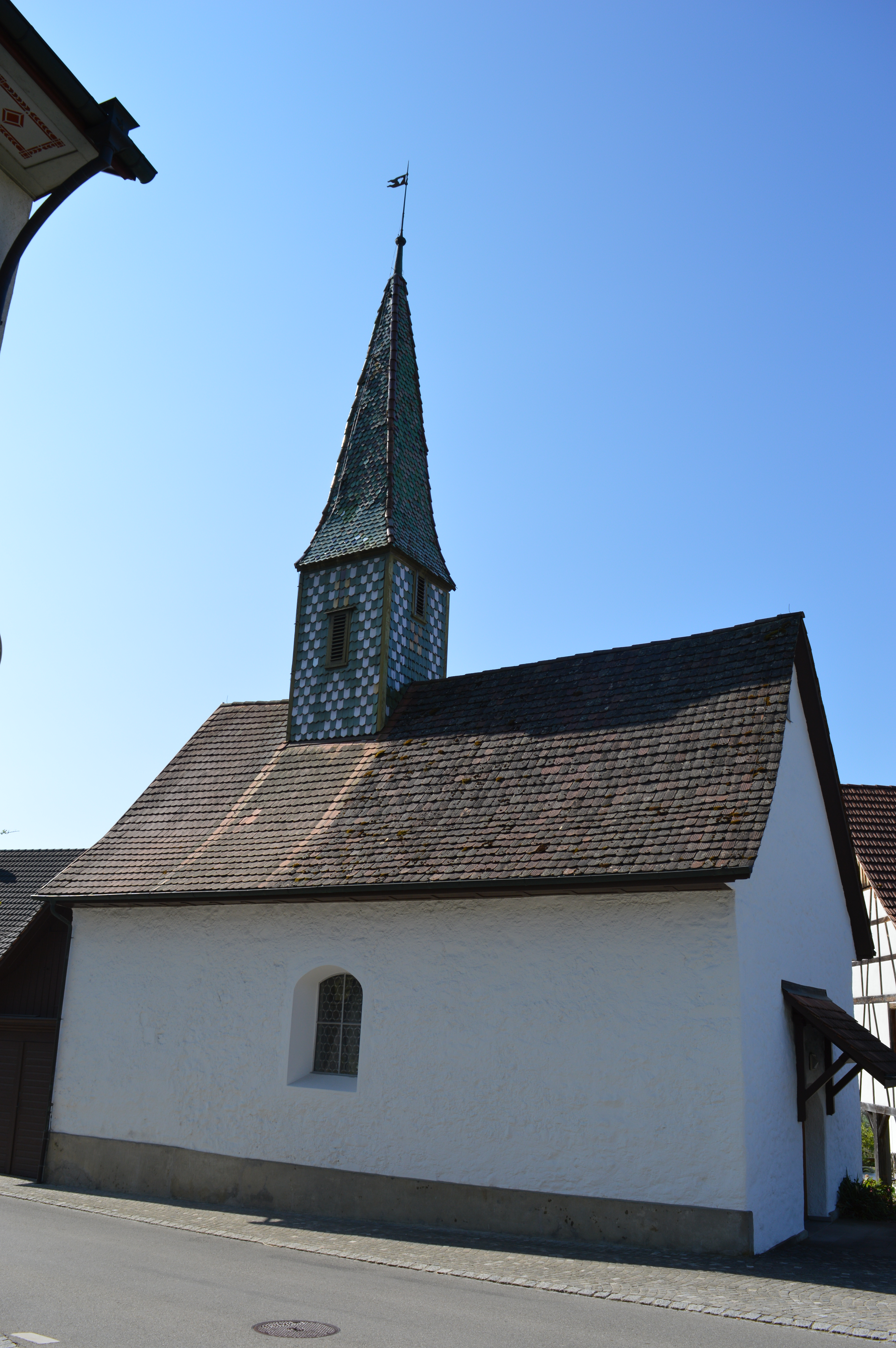
La cappella riformata

- Cappella riformata[senza fonte].

## Società

### Evoluzione demografica
L'evoluzione demografica è riportata nella seguente tabella:
Abitanti censiti

## Amministrazione
Ogni famiglia originaria del luogo fa parte del cosiddetto comune patriziale e ha la responsabilità della manutenzione di ogni bene ricadente all'interno dei confini della frazione.